# Ерма-Река
Ерма-Река (болг. Ерма река) — село в Болгарии. Находится в Смолянской области, входит в общину Златоград. Население составляет 930 человек.

## Политическая ситуация
В местном кметстве Ерма-Река, в состав которого входит Ерма-Река, должность кмета (старосты) исполняет Зарко Христов Хаджиев (ЛИДЕР) по результатам выборов.
Кмет (мэр) общины Златоград — Мирослав Митков Янчев (Граждане за европейское развитие Болгарии (ГЕРБ)) по результатам выборов 2007 и 2011 годов в правление общины.